# Jalal-Abad (província)

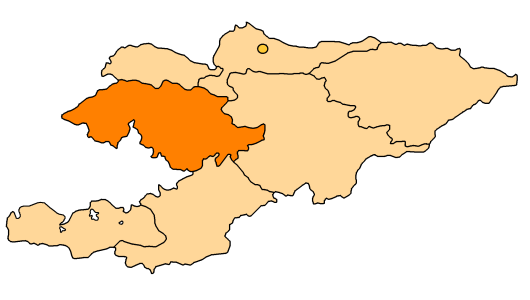
Localização da província de Jalal-Abad no Quirguistão.

A província de Jalal-Abad (Жалалабат областы, quirguiz) é uma das sete províncias do Quirguistão. Possui uma área de 33.700 km² e população de 962.200 habitantes (2005). Sua capital é Jalal-Abad.
A área possui vários lagos montanhosos, florestas de nogueiras e águas minerais.

## Distritos
A província é dividida em oito distritos (raions):
| Distrito     | Capital      |
| ------------ | ------------ |
| Aksy         | Kerben       |
| Ala-Buka     | Ala-Buka     |
| Bazar-Korgon | Bazar-Korgon |
| Chatkal      | Kanysh-Kyya  |
| Nooken       | Massy        |
| Suzak        | Suzak        |
| Toguz-Toro   | Kazarman     |
| Toktogul     | Toktogul     |